# 아말라이트 AR-18
AR-18은 .223 레밍턴 탄을 사용하는 돌격소총으로, 아말라이트 사의 아서 밀러와 조지 설리번, 찰스 도체스터가 1963년에 디자인하였다.
AR-18은 과거 아말라이트 사에서 개발된 뒤에 콜트 사에 생산권이 팔린 AR-15에 대한 향상된 대안이 될 목적으로 개발되었다.
아말라이트 AR-18은 AR-15(M16)과 달리 대량생산이 쉽도록 구조를 변경했고, 기존에 있던 AR시리즈가 개머리판이 접히지 않아서 휴대성에서 지적을 받았던점을 개량하여 접절식 개머리판을 새로 개발해서 AR-15보다 한층 향상된 성능을 보이도록 제작했다. 하지만 이러한 노력에도 불구하고 콜트 AR-15가 미육군에 M16 소총으로 채택되자 아말라이트 사는 AR-18 디자인에 흥미를 잃어버렸다.
하지만 이런 실패에도 불구하고 AR-18은 민수용으로 AR-180을 만드는등 여러 가지 대안책을 내놓았고, 나중에 AR-18의 기본적인 동작 매커니즘(쇼트 스트로크 가스피스톤 방식)은 신뢰성이 높고 융통성이 있어 SA80, SAR80, SAR-87, 슈타이어 AUG, 헤클러&코흐 G36, 일본 89식 소총 등 많은 현대 돌격소총에 큰 영향을 끼쳤다.
이 총은 정식 군대에 채용되지는 않았지만 IRA(아일랜드 무장 독립단체)가 사용하였으며, 이에 따라 영국에서 "과부제조기"라는 별명이 붙게 되었다. 총 생산량은 2만정도 채 되지 않는다.

## 같이 보기
- AR-10
- AR-15
- IRA